# Sotres
Sotres ist ein Parroquia in der Gemeinde Cabrales in der spanischen Provinz Asturien.
Das Parroquia besteht einzig aus dem Ort Sotres und hat eine Gesamtfläche von 38,10 km2. 2011 zählte Sotres 130 Einwohner. Sotres liegt nahe dem Nationalpark Picos de Europa. Der Ort liegt 19 Kilometer von der Regionalhauptstadt Carreña entfernt.

## Sehenswürdigkeiten
- Kirche San Pedro de Sotres